# Ilse Gramatzki
Ilse Gramatzki (née en 1939 à Kiel en Allemagne) est une mezzo-soprano et contralto allemande.
Membre à la fois de l'opéra de Cologne et de l'opéra de Francfort, elle est connue pour ses interprétations de Mozart et de Wagner. Elle figure en particulier dans le Ring du centenaire de Boulez-Chéreau.

## Carrière
Ilse Gramatzki étudia le chant à Hambourg, entre autres avec la soprano Erna Schlüter (en). En 1964, elle fut engagée au Landestheater Detmold (en) et en 1966 au Staatstheater Braunschweig. Elle fut membre de l'opéra de Cologne de 1968 à 1983 ; elle y interpréta notamment le cycle mozartien de Jean-Pierre Ponnelle. De 1974 à 2001, elle fut aussi membre de l'opéra de Francfort. Elle y interpréta Cornelia dans le Giulio Cesare de Haendel monté par Horst Zankl (de) en 1977. En 1983, elle chanta Charlotte dans Die Soldaten de Zimmermann dans une production de Michael Gielen représentée aussi à La Monnaie. En 1986, elle participa à la création de Stephen Climax de Hans Zender à l'opéra de Francfort.
Ilse Gramatzki se produisit régulièrement dans les drames lyriques de Richard Wagner au Festival de Bayreuth de 1972 à 1980. Elle y chanta l'une des Filles du Rhin : Floßhilde de 1972 à 1974 et Wellgunde de 1976 à 1980 dans le Ring du centenaire mis en scène par Patrice Chéreau et dirigé par Pierre Boulez. Elle interpréta également la walkyrie Grimgerde pendant presque toutes ces saisons. Elle chanta le rôle de Magdeleine dans Les Maîtres chanteurs de Nuremberg en 1976 ainsi que les rôles d'une des Filles-Fleurs et du Premier écuyer dans Parsifal.
Ilse Gramatzki chanta la Troisième Dame de la Flute enchantée de Mozart au Festival de Salzbourg en 1967. Elle interpréta le rôle titre du Chevalier à la rose de Richard Strauss en 1977 à l'opéra de Vienne ainsi que divers rôles au Festival de Vienne, comme Annius dans La clemenza di Tito de Mozart en 1976. Elle chanta aussi Dorabella dans Cosi fan tutte de Mozart mis en scène par Luc Bondy à La Monnaie.
Parmi ses autres interprétations notables : Orfeo dans Orfeo ed Euridice de Gluck ; Cherubin dans Les noces de Figaro de Mozart ; Hänsel dans Hänsel und Gretel de Engelbert Humperdinck et l'empereur dans We Come to the River de Hans Werner Henze. Elle s'est produite aux opéras de Rome, d'Amsterdam et au Covent Garden de Londres.